# Bon anniversaire Juliette
Pour plus de détails, voir Fiche technique et Distribution.
Bon anniversaire Juliette est un téléfilm français réalisé par Marcel Bozzuffi en 1983.

## Synopsis
Juliette annonce à ses parents sa décision d'abandonner ses études pour se mettre à travailler. Elle veut faire de la peinture sur bois. 

## Fiche technique
- Titre  : Bon anniversaire Juliette
- Réalisateur : Marcel Bozzuffi
- Format :  1,33:1
- Pays d'origine  : France
- Date de diffusion : 2 juin 1983 sur TF1

## Distribution
- Françoise Fabian : Elsa
- Sophie Renoir : Juliette
- Philippe Moreau : Michel Renaudin
- Odette Laure : Paulette
- Jacques Leguennec : Laurent
- Luce Grégory : Anne-Marie
- Carol Lixon : Caroline
- Marcel Bozzuffi : Jérôme Thiriot
- Geoffroy Boutan : François
- Stéphane Garcin : Éric
- Isabelle Henry : Isabelle